# Li Yanfeng
Li Yanfeng (chin. upr. 李艳凤, chin. trad. 李艷鳳, pinyin Lǐ Yànfèng; ur. 15 maja 1979 w Heilongjiang) – chińska lekkoatletka specjalizująca się w rzucie dyskiem. 
W 1999 odpadła w eliminacjach podczas mistrzostw świata. Brązowa medalistka mistrzostw Azji z 2000. Podczas rozegranej w 2001 roku w Pekinie uniwersjady wywalczyła srebrny medal. W 2002 zdobyła pierwszy w karierze tytuł mistrzyni Azji. Sukces ten powtórzyła w 2003 ponownie zdobywając złoty medal mistrzostw kontynentu azjatyckiego. Także w 2003 drugi raz w karierze sięgnęła po srebro uniwersjady. Na igrzyskach olimpijskich w Atenach (2004) zajęła w finale dziewiątą lokatę. Wicemistrzyni Azji z 2007 roku. Na igrzyskach olimpijskich w Pekinie (2008) była siódma, a w 2009 zwyciężyła w igrzyskach Azji Wschodniej. Na koniec sezonu 2010 pierwszy raz w karierze triumfowała w igrzyskach azjatyckich. Złota medalistka mistrzostw świata w Daegu z 2011 roku. Srebrna (po dyskwalifikacji za doping drugiej w konkursie Rosjanki Piszczalnikowej) medalistka igrzysk olimpijskich w Londynie (2012). Z powodu kontuzji nie wzięła udziału w mistrzostwach świata w Moskwie (2013), tam miała bronić złotego medalu. Wielokrotnie stawała na podium mistrzostw Chińskiej Republiki Ludowej oraz chińskiej olimpiady narodowej.
Rekord życiowy: 67,98 (5 czerwca 2011, Schönebeck).

## Osiągnięcia
| Rok  | Impreza                   | Miejsce    | Lokata            | Wynik |
| ---- | ------------------------- | ---------- | ----------------- | ----- |
| 1999 | Mistrzostwa świata        | Sewilla    | el. – 19. miejsce | 59,47 |
| 2000 | Mistrzostwa Azji          | Dżakarta   | 3. miejsce        | 57,52 |
| 2001 | Uniwersjada               | Pekin      | 2. miejsce        | 60,50 |
| 2002 | Mistrzostwa Azji          | Kolombo    | 1. miejsce        | 60,06 |
| 2002 | Puchar świata             | Madryt     | 4. miejsce        | 59,89 |
| 2003 | Uniwersjada               | Daegu      | 2. miejsce        | 61,12 |
| 2003 | Mistrzostwa Azji          | Manila     | 1. miejsce        | 61,87 |
| 2003 | Igrzyska afro-azjatyckie  | Hajdarabad | 2. miejsce        | 60,42 |
| 2004 | Igrzyska olimpijskie      | Ateny      | 9. miejsce        | 61,05 |
| 2007 | Mistrzostwa Azji          | Amman      | 2. miejsce        | 61,13 |
| 2008 | Igrzyska olimpijskie      | Pekin      | 7. miejsce        | 60,68 |
| 2009 | Igrzyska Azji Wschodniej  | Hongkong   | 1. miejsce        | 64,66 |
| 2010 | Puchar interkontynentalny | Split      | 1. miejsce        | 63,79 |
| 2010 | Igrzyska azjatyckie       | Kanton     | 1. miejsce        | 66,18 |
| 2011 | Mistrzostwa świata        | Daegu      | 1. miejsce        | 66,52 |
| 2012 | Igrzyska olimpijskie      | Londyn     | 2. miejsce        | 67,22 |